# Rhopalophora meeskei
Rhopalophora meeskei là một loài bọ cánh cứng trong họ Cerambycidae.